# São João do Maranhão
O São João do Maranhão é uma festa junina que ocorre anualmente no estado do Maranhão, no Nordeste do Brasil. A festa se estende por todo o mês de junho até julho, atraindo milhares de turistas de todo o Brasil e do exterior. Nos arraiais organizados por todo o estado são oferecidos atrativos com bumba-meu-boi, cacuriá, tambor de crioula, dança portuguesa, quadrilhas juninas, fogos de artifício, fogueira e iguarias tradicionais.

## Bumba-meu-boi

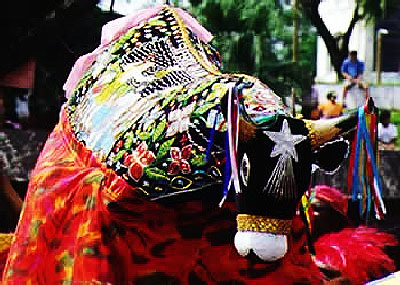
Bumba-meu-boi

O enredo da festa do bumba-meu-boi resgata uma história típica das relações sociais e econômicas da região durante o período colonial, marcadas pela monocultura, criação extensiva de gado e escravidão, mesclando a cultura europeia, africana e indígena.
Numa fazenda de gado, o escravo Pai Francisco mata um boi de estimação de seu senhor para satisfazer o desejo de sua esposa grávida, Mãe Catirina, que quer comer a língua do boi. Quando descobre o sumiço do animal, o senhor fica furioso e, após investigar entre seus escravos e índios, descobre o autor do crime, e obriga Pai Francisco a trazer o boi de volta.
Coquetéis e curandeiros (pajés) são convocados para salvar o boi e, quando o boi ressuscita urrando, todos participam de uma enorme festa para comemorar o milagre.
Brincadeira democrática que incorpora quem passa pelo caminho, o bumba-meu-boi já foi alvo de perseguições da polícia e das elites por ser uma festa mantida pela população negra da cidade, chegando a ser proibida entre 1861 e 1868.

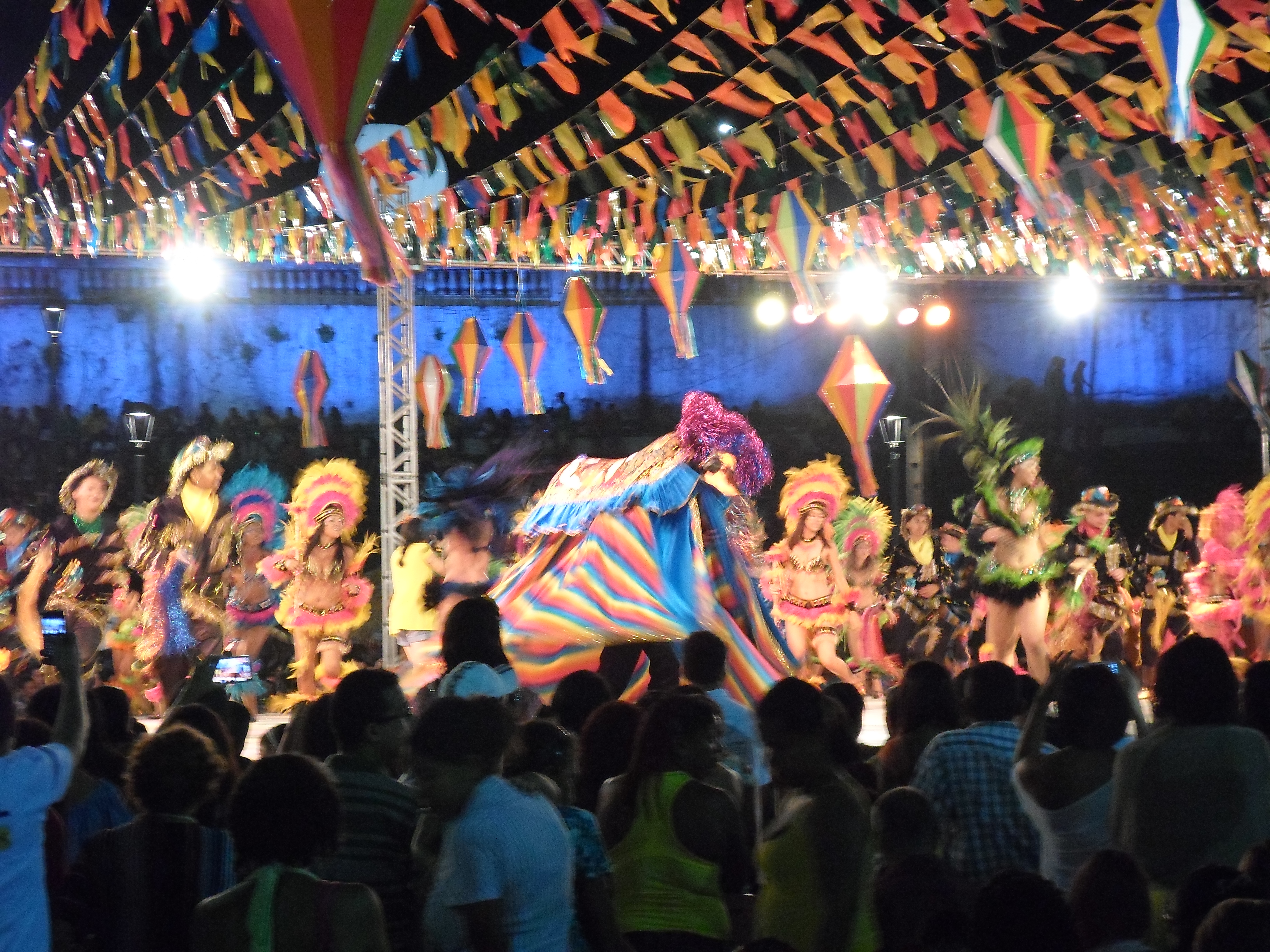
Apresentação do Boi de Axixá (sotaque de orquestra) em São Luís.

Considerada a mais importante manifestação da cultura popular do estado, tem seu ciclo festivo dividido em quatro etapas: os ensaios, o batismo, as apresentações públicas ou brincadas, e a morte.
O bumba-meu-boi envolve a devoção aos santos juninos São João, São Pedro e São Marçal, que mobilizam promessas e marcam algumas datas comemorativas.
Atualmente, existem quase cem grupos de bumba-meu-boi no Estado do Maranhão subdivididos em diversos sotaques (matraca, zabumba, orquestra, baixada e costa de mão). Cada sotaque tem características próprias que se manifestam nas roupas, na escolha dos instrumentos, no tipo de cadência da música e nas coreografias.
Em dezembro de 2019, o bumba-meu-boi do Maranhão foi declarado Patrimônio Cultural Imaterial da Humanidade pela UNESCO.

### Festejo de São Pedro e São Marçal
A tradicional festa de São Pedro ocorre na madrugada do dia 28 para o dia 29 de junho, no Largo de São Pedro (na Madre Deus), em São Luís, reunindo milhares de brincantes de bumba-meu-boi na Capela de São Pedro, além de fiéis ao santo padroeiro dos pescadores.
A festa de São Marçal ocorre no dia 30 de junho, marcado pelo Encontro dos Batalhões de Bumba Meu Boi, no bairro do João Paulo, em São Luís, reunindo bois de matraca, com início desde as 6h da manhã e se estendendo até a madrugada do dia 1° de julho.

## Cacuriá

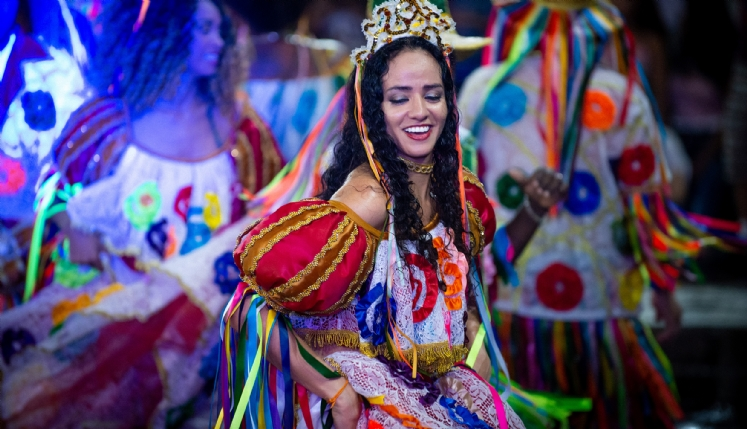
Cacuriá

O cacuriá é uma dança típica do estado do Maranhão, no Brasil, surgida como parte das festividades do Divino Espírito Santo, uma das tradições juninas. A dança é feita em pares com formação em círculo, o "cordão", acompanhada por instrumentos de percussão chamados caixas do Divino (pequenos tambores). O cacuriá surgiu no município de Guimarães e era pratica após a derrubada do mastro.
No final da Festa do Divino Espírito Santo, após a chamada derrubada do mastro, as caixeiras do carimbó podem descansar. É neste momento que elas passam à porção profana da festa, com o cacuriá. A parte vocal é feita por versos improvisados respondidos por um coro de brincantes. O ritmo é uma derivação do carimbó maranhense.
Inicialmente, o cacuriá era praticado unicamente com as caixas, mas aos poucos foi-se acrescentando outros instrumentos, como banjo, violão, clarinete e flauta.
A representante mais conhecida do cacuriá é Dona Teté do Cacuriá, uma percussionista maranhense muitas vezes acreditada como uma das criadoras do ritmo e considerada responsável pela introdução dos novos instrumentos.

## Dança portuguesa

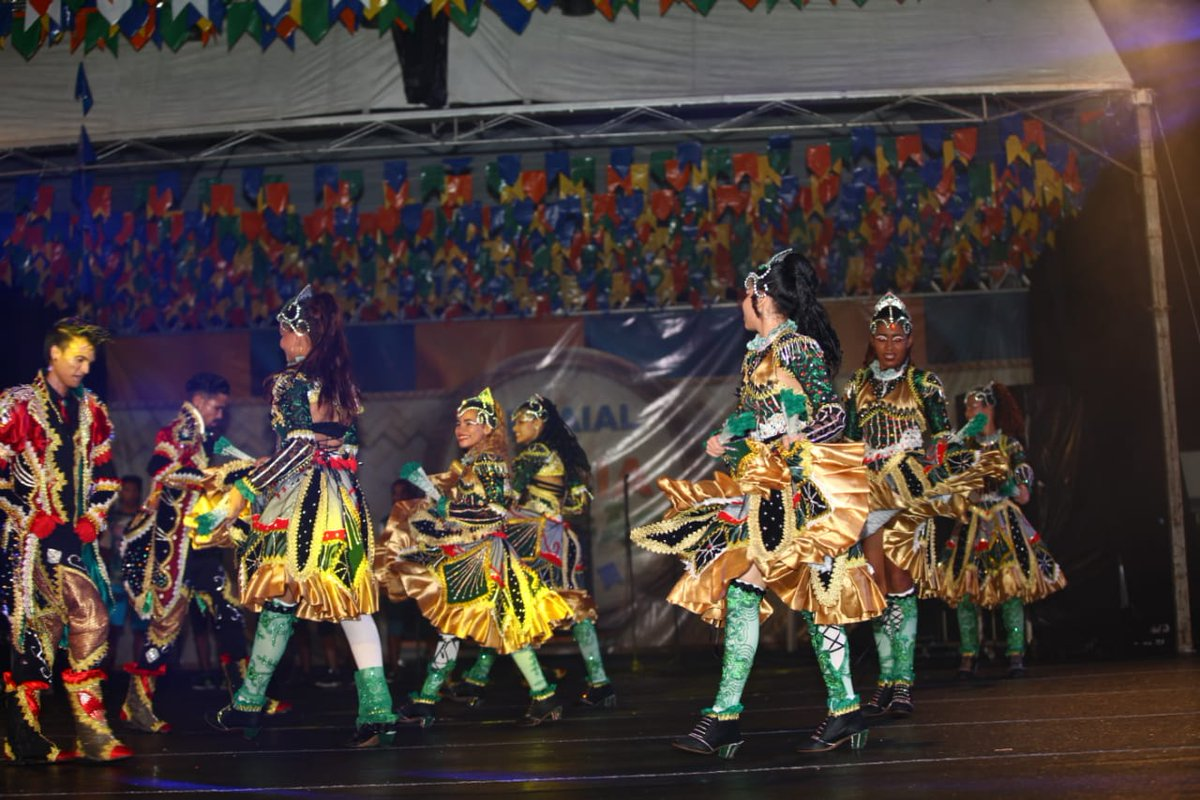
Majestade de Portugal de Rosário

A dança portuguesa é uma herança lusitana deixada pelos nossos colonizadores. Os homens e mulheres dançam em casais, com saltinhos e palmas, como na dança típica lusitana. Os saltinhos, palmas e voltas típicas das danças portuguesas já são parte importante da cultura do Maranhão, no nordeste do Brasil. Mais de 125 grupos apresentam-se em todo o Estado durante as festas dos santos populares e há até um concurso para eleger o melhor. De origem europeia, a dança portuguesa, ganhou forte envolvimento das comunidades do Maranhão, Contribuído e fomentando o folclore Maranhenses, principalmente  no período junino.

## Quadrilhas
As quadrilhas juninas têm presença mais forte no sul do estado, em razão das peculiaridades da colonização do estado.
A tradicional competição entre os grupos de quadrilhas ocorre na cidade de Imperatriz, na região Tocantina. Na competição, os grupos são julgados pelos quesitos: temática, casamento, coreografia, evolução, harmonia, animação, figurino e repertório. Também são avaliados: os noivos, o marcador e a rainha ou princesa. A competição garante uma vaga nas disputas regionais ou nacionais.

## Tambor de crioula

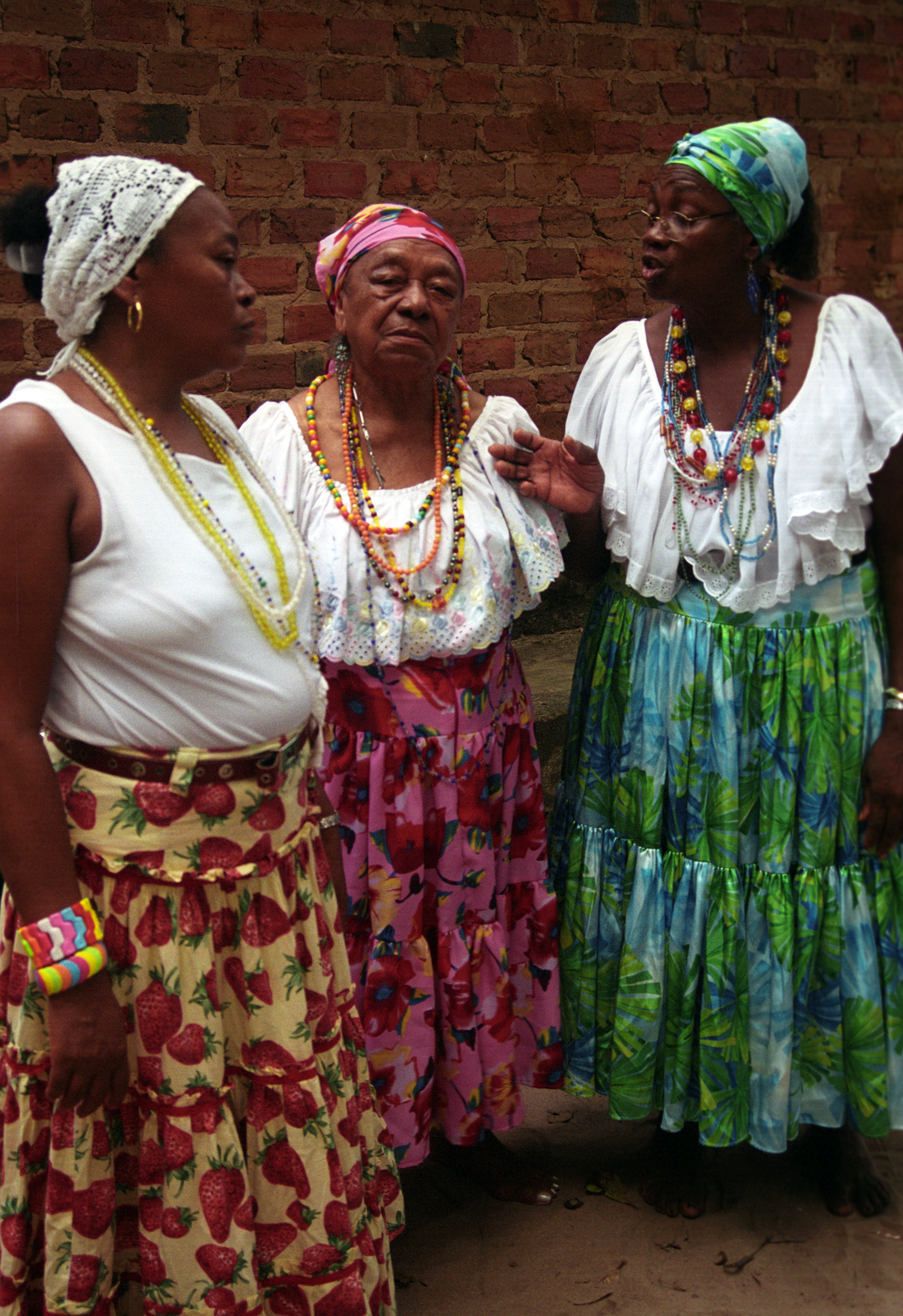
Brincantes vestidas para dançar o Tambor de Crioula

Tambor de crioula ou punga é uma dança de origem africana praticada por descendentes de escravos africanos no estado brasileiro do Maranhão, em louvor a São Benedito, um dos santos mais populares entre os negros. É uma dança alegre, marcada por muito movimento dos brincantes e muita descontração.
Os motivos que levam os grupos a dançarem o tambor de crioula são variados: pagamento de promessa para São Benedito, festa de aniversário, chegada ou despedida de parente ou amigo, comemoração pela vitória de um time de futebol, nascimento de criança, matança de bumba-meu-boi, festa de preto velho ou simples reunião de amigos.
É praticado em qualquer época do ano, mas com maior frequência no carnaval e durante as festas juninas. A Lei nº 13.248 de 12 de janeiro de 2016 estabeleceu a data de 18 de junho como o dia do Tambor de Crioula.

## Outras manifestações culturais
Outras danças típicas do Maranhão nesse período são a dança do lelê ou péla porco e a dança do coco.

## Comidas típicas
Nos arraiais juninos, é possível degustar pratos típicos da culinária maranhense, como o arroz de cuxá, a torta de camarão, torta de caranguejo, vatapá, mingau de milho, mingau de tapioca, manuê, cocada, dentre outros.